# Эванс, Серена
Сере́на Э́ванс (англ. Serena Evans, 2 декабря 1959, Вестминстер, Лондон, Англия) — английская актриса, известная исполнением роли сержанта полиции Патрисии Доукинс в телесериале «Тонкая голубая линия», который транслировался с 1995 по 1996 гг. на BBC1.
Она также играла Сарру Чэпмэн в ситкоме «Файлы Пятачка» (англ. The Piglet Files) и в шести эпизодах «Комик Стрип представляет» (англ. The Comic Strip Presents).
Серена Эванс дочь актёров Тенниэля Эванса (англ. Tenniel Evans) и Эвангелины Бэнкс (англ. Evangeline Banks), и внучка актёра, режиссёра и продюсера Лесли Бэнкса (англ. Leslie Banks), сестра Мэттью Эванса (англ. Matthew Evans). С 1990 она замужем за Дэниелом Флинном (англ. Daniel Flynn); у пары двое детей.